# Philip Vincent Cardon
Philip Vincent Cardon (* 25. April 1889 in Logan, Utah; † 13. Oktober 1965) war ein US-amerikanischer Regierungsbeamter, der unter anderem von 1952 bis 1954 Direktor der Graduiertenschule des US-Landwirtschaftsministeriums und zwischen 1954 und 1956 Generaldirektor der Ernährungs- und Landwirtschaftsorganisation der Vereinten Nationen (FAO) war.

## Leben
Philip Vincent Cardon begann nach dem Schulbesuch ein Studium der Agrarwissenschaften am Agricultural College of Utah, welches er 1909 mit einem Bachelor of Science (B.Sc. Agriculture) beendete. Im Anschluss war er zwischen 1910 und 1913 stellvertretender Leiter und später Leiter der Forschungsstation Nephi, in der er experimentelle Arbeiten zu Getreideanbau und Trockenfeldbau in der sogenannten „Intermountain Region“ durchführte, eine geografische und geologische Region im Westen der Vereinigten Staaten, die zwischen der Rocky Mountain Front im Osten und der Kaskadenkette und der Sierra Nevada im Westen liegt. 1913 wechselte er ins US-Landwirtschaftsministerium USDA (Department of Agriculture) in Washington, D.C. und war zunächst bis 1918 als Assistent für die Akklimatisierung und Anpassung von Nutzpflanzen für die allgemeine Überwachung von Untersuchungen zum Trockenanbau in den Regionen Intermountain und Pazifikküste verantwortlich, wobei er auch spezielle Untersuchungen zur Baumwollforschung von Virginia bis Kalifornien durchführte. Im Anschluss fungierte er zwischen 1918 und 1920 als Leiter der Forschungsstation Judith Basin in Moccasin, die für das Office of Dry Land Agriculture des USDA arbeitete.
1920 schied Cardon aus dem USDA aus, um Positionen als Professor für Agronomie am Montana State College (MSC) und Agronom an der Forschungsstation des MSC in Bozeman anzunehmen. Daraufhin war er zwischen 1921 und 1922 Direktor der Zweigstelle Süd des Utah State Agricultural College in Cedar City sowie von 1922 bis 1925 Herausgeberin der Fachzeitschrift „Utah Farmer“ und zeitgleich Geschäftsführender Direktor des Landwirtschaftsrates von Utah. Nachdem er zwischen 1925 und 1928 als Agrarökonom in der Landwirtschaftlichen Versuchsstation und im Landwirtschaftlichen Beratungsdienst in seiner Geburtsstadt Logan tätig gewesen war, fungierte er von 1928 bis 1935 als Direktor dieser Landwirtschaftlichen Versuchsstation. Während dieser Zeit war er zudem Mitglied des Nationale Beratungsausschusses für Subsistenz-Gehöfte (National Advisory Committee on Subsistence Homesteads) des US-Innenministeriums und nahm sich von 1932 bis 1933 eine Auszeit für ein Aufbaustudium an der Gianinni Foundation of Agricultural Economics der University of California, welches er 1933 mit einem Master of Science (M.Sc. Agricultural economics) abschloss. 1934 nahm er sich erneut eine Auszeit, um als Regionaldirektor der Abteilung für Landpolitik der Verwaltungsbehörde für landwirtschaftliche Anpassung AAA (Agricultural Adjustment Administration) des US-Landwirtschaftsministeriums in Colorado, New Mexico, Utah, Arizona, Nevada und Kalifornien zu arbeiten.
1935 kehrte Philip Vincent Cardon ins USDA zurück und war bis 1939 Leiter des Referats Futterpflanzen und Krankheiten im Amt für Pflanzenindustrie (Bureau of Plant Industry), aus dem der heutige Agricultural Research Service (ARS) hervorging. In dieser Funktion war er im Juli 1937 auch Vorsitzender der US-Delegation beim Vierten Internationalen Graslandkongress in Aberystwyth und reiste auch durch 15 europäische Länder, in denen er Grünlandpraktiken studierte. Nachdem er zwischen 1939 und 1942 stellvertretender Chef des Bureau of Plant Industry war, fungierte er von 1942 bis 1945 als stellvertretender Administrator sowie zwischen 1945 und 1952 als Administrator der Verwaltungsbehörde für landwirtschaftliche Forschung ARA (Agricultural Research Administration). 1948 verlieh ihm das Utah State College einen Ehrendoktor der Rechte und zugleich wurde er mit dem Distinguished Scientist Award des US-Landwirtschaftsministeriums ausgezeichnet. Nach seinem Ausscheiden aus der ARA fungierte er von 1952 bis 1954 noch als Direktor der Graduiertenschule des US-Landwirtschaftsministeriums. Im Januar 1954 wurde er als Nachfolger von Norris E. Dodd Generaldirektor der Ernährungs- und Landwirtschaftsorganisation der Vereinten Nationen (FAO) und bekleidete dieses Amt bis April 1956, woraufhin der stellvertretende Generaldirektor Herbert Broadley geschäftsführender Generaldirektor der FAO wurde.
Cardon war seit dem 17. September 1913 mit Leah Ivins verheiratet, deren Vater Anthony W. Ivins (1852–1934) ein langjähriger Funktionär der Kirche Jesu Christi der Heiligen der Letzten Tage und in den 1920er Jahren mehrere Amtszeiten lang Vorsitzender des Kuratoriums des Utah Agricultural College war.

## Veröffentlichungen
- Cereal investigations at the Nephi substation, US Department of Agriculture, Washington, D.C. 1913 Onlineversion
- Experiments with single-stalk cotton culture in Louisiana, Arkansas, and North Carolina, Washington, D.C. 1918
- Minor dry land crops at the Nephi experiment farm, Utah Agricultural College Experiment Station, Logan 1914
- Grain mixtures and root crops under irrigation, University of Montana, Agricultural Experiment Station, Bozeman 1921